# Universal Motown Republic Group
Universal Motown Republic Group – powstały w 1999 roku oddział Universal Music Group, skupiający wytwórnie: Universal Records, Motown Records i Republic Records.

## Universal Motown Records Group
- Universal Records
- Motown Records
- Chamillitary Entertainment – założona przez rapera Chamillionaire w 2004 roku.
- Blackground Records – założona przez Barry’ego Hankersona w 1993 roku.
- Cash Money Records – założona przez Ronalda i Bryana Williamsa w 1992 roku.
- Mpire Records – założona przez rapera Ja Rule w 2006 roku.
- Rhythm N Booze Records – założona przez The Villebillies w 2005 roku.
- Rowdy Records – założona przez Dallasa Austina i L.A. Reida w 1992 roku.
- Street Records Corporation – założona przez Loud CEO Steve Rifkind.
- The Inc. Records – założona przez Irv Gotti, Chrisa Gotti i Ja Rule w 1997 roku.
- EN-V-US Records – założona przez rapera Dutch Dirty.
- Universal South Records

## Universal Republic Records Group
- Universal Records
- Republic Records
- Brushfire Records – założona przez Jacka Johnsona w 2002 roku.
- Bungalo Records – założona przez Paula Ringa w 2004 roku.
- Casablanca Records – założona przez Neila Bogarta w 1973 roku.
- Federal Distribution
- Latium Records
- Next Plateau Entertainment – założona przez Eddiego O’Loughlina w 1984 roku.
- OnDeck Records
- Serjical Strike Records
- Scrilla Records
- Siri Music – założona przez Chaunceya Jacksona.
- Tuff Gong Records – założona przez grupę reggae Bob Marley & The Wailers w 1970 roku.

## Muzycy
Najsłynniejsi muzycy związani z The Universal Motown/Universal Republic Group.
- 10 Years
- 3 Doors Down
- 2 Pistols
- Aaliyah
- Alter Bridge
- Akon
- Anberlin
- Ashley Parker Angel
- Ashanti
- Astra Heights
- Baby Bash
- Baby Boy Da Prince
- Drake Bell
- Black Child
- Erykah Badu
- Bee Gees
- Miri Ben-Ari
- Big Tymers
- Yummy Bingham
- Birdman
- Blue October
- Between the Trees
- Nick Cannon
- Vanessa Carlton
- Chamillionaire
- Cherry Monroe
- Tami Chynn
- Colbie Caillat
- Graham Colton Band
- Crazy Frog
- Taio Cruz
- Jamie Cullum
- Faber Drive
- Dutch Dirty
- Marjorie Estiano
- Flobots
- Forever The Sickest Kids
- Godsmack
- Hatebreed
- Hinder
- Marques Houston
- India.Arie
- Jada
- Ja Rule
- Jamesy P
- Elton John
- Jack Johnson
- JoJo
- Kaiser Chiefs
- Suai Kee
- Kill Hannah
- Stephen Kellogg and the Sixers
- Kem
- Brie Larson
- Murphy Lee
- Ryan Leslie
- Lil' Mo
- Lil' Wayne
- Lloyd
- Lindsay Lohan
- Making April
- Mannie Fresh
- Teena Marie
- Stephen Marley
- The Mars Volta
- Michael McDonald
- John Mellencamp
- Pras Michel
- Mayra Veronica
- Mýa
- Nelly
- Nina Sky
- Nitty
- Q-Tip
- Raekwon
- The Rapture
- Paulina Rubio
- Xavier Rudd
- Sammie
- Sandy & Junior
- Ivete Sangalo
- Scissor Sisters
- Remy Shand
- Shiny Toy Guns
- Shop Boyz
- Swizz Beatz
- Tank
- Taxi Doll
- The Temptations
- Terror Squad
- The Villebillies
- The Who
- Trap Starz Clik
- Amy Winehouse
- Matt Wertz
- Veer
- Stevie Wonder
- The Working Title
- KeKe Wyatt
- Desloc Piccalo